# ریش‌مرغ توکانی
ریش‌مرغ توکانی (نام علمی: Semnornis ramphastinus) نوعی ریش‌مرغ بومی غرب اکوادور و کلمبیا است. همراه با ریش‌مرغ نوک‌دار، خانواده Semnornithidae را تشکیل می‌دهد و نزدیک به توکان است. این گونه یک ریش‌مرغ با اندازه متوسط با یک نوک زرد قوی است. دارای پوشش پرهای چشمگیر، سر سیاه با گلو و پس‌سر خاکستری، سینه و بالای شکم قرمز، زیر شکم زرد و بال و دم خاکستری است.

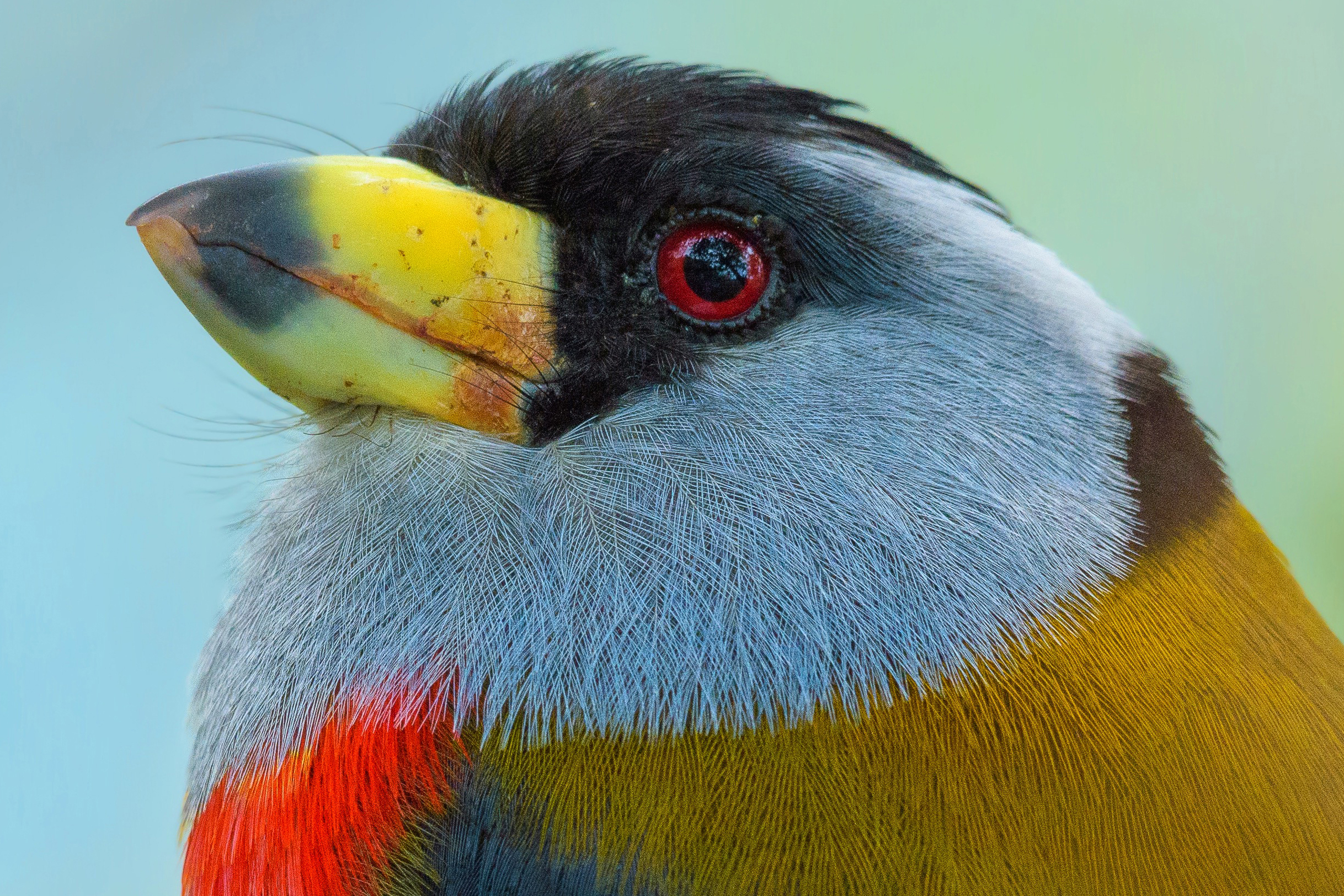
ریش‌مرغ توکانی دارای نوک ستبر است.

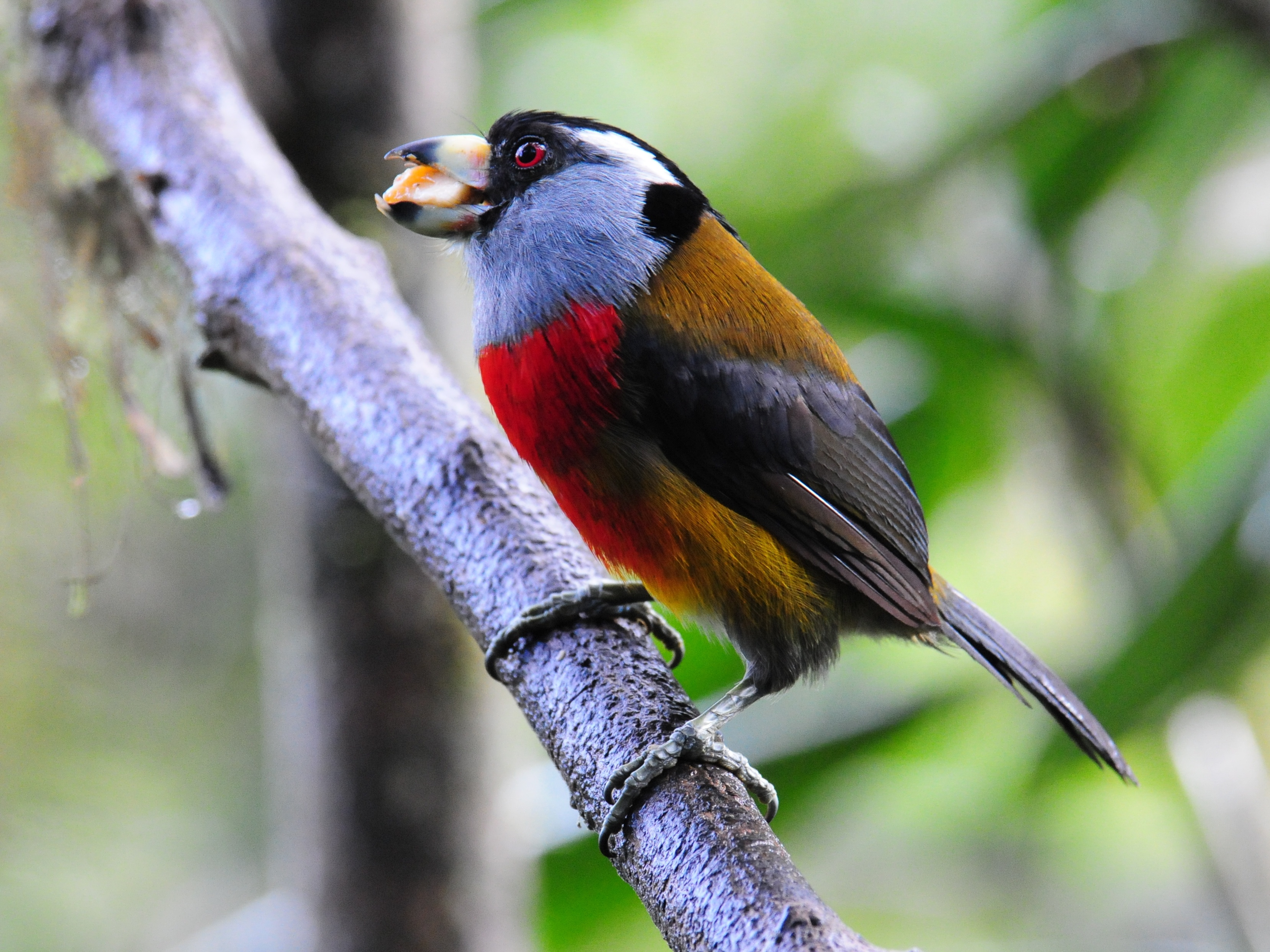
تغذیه ریش‌مرغ توکانی در اکوادور

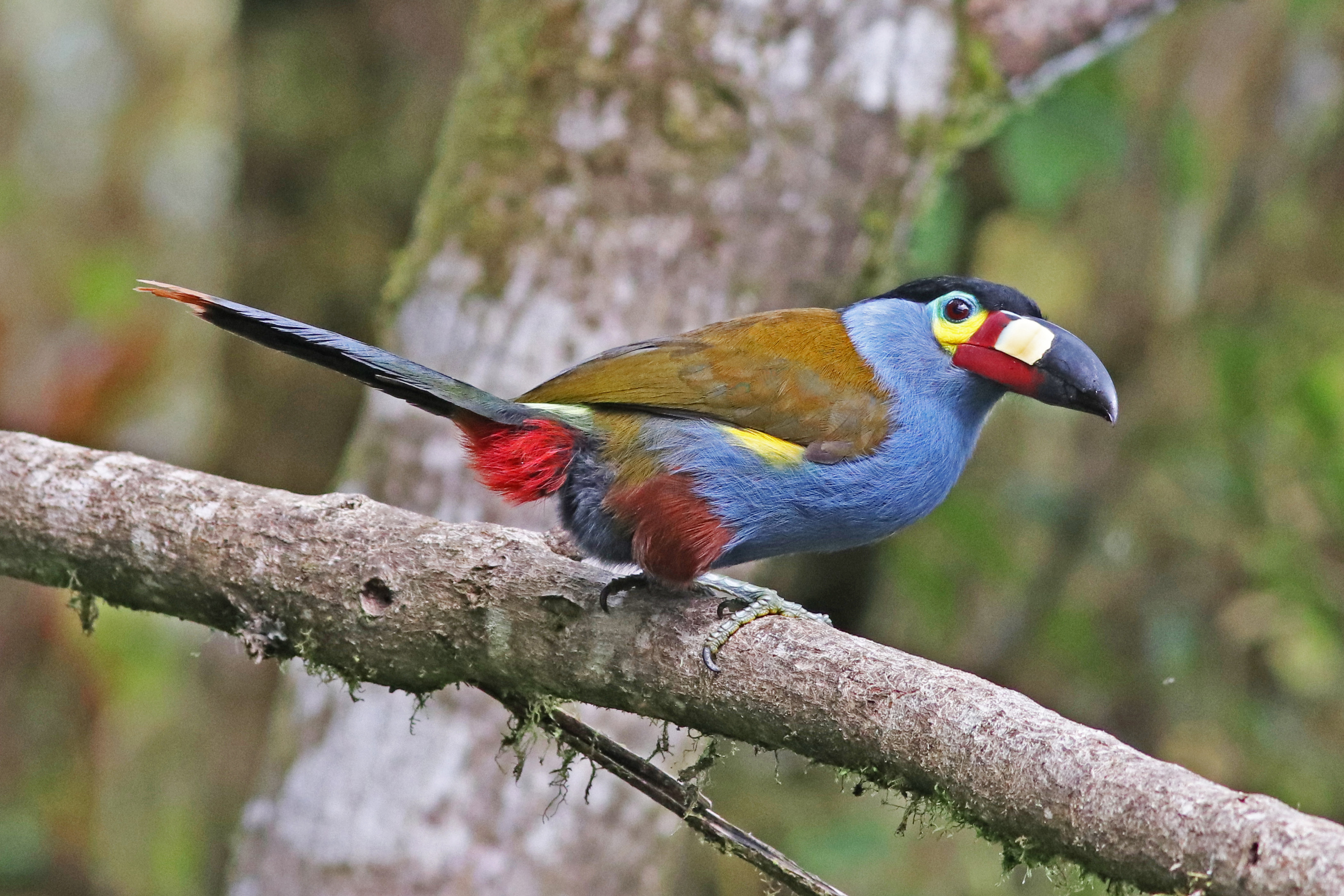
توکان کوهی نوک‌تخت، شکارچیان لانه ریش‌مرغ توکانی هستند.